# Zoila Ugarte de Landívar

Zoila Ugarte de Landívar (também conhecida pelo pseudônimo Zarelia, El Guabo, cantão Machala, 27 de junho de 1864 - Quito, 16 de novembro de 1969) foi uma escritora, jornalista, ativista pelos direitos humanos e feminista equatoriana; foi a primeira mulher jornalista do Equador,  junto com Hipatia Cárdenas de Bustamante (1889-1972) e uma das pioneiras na defesa do sufrágio feminino no Equador.
Como precursora do jornalismo feminino equatoriano, sua carreira iniciou-se na segunda metade da década de 1880. Começou a usar o pseudônimo jornalístico Zarelia no semanário Tesouro do Lar, fundado por Lastenia Larriva de Llona, que funcionou entre 1887 e 1893. Além disso, foi a primeira diretora e redatora do jornal político La Prensa, em 1911".
Como escritora, seguiu uma tendência liberal-radical; em 1905, fundou a revista La Mujer, enquanto ocupava o cargo de diretora da Biblioteca Nacional.
No âmbito do ativismo feminista, fundou em 1922 a Sociedade Feminista Luz del Pichincha, organização da qual foi presidente; além disso, em 1930, fundou o Centro Feminista Anticlerical, um grupo que lutou pelo respeito ao direito ao voto feminino no país até a sua aprovação em 1929 e o surgimento de grupos que eram contra.

## Obra
- Revista la Mujer (publicada en 1905)
- Articulista periódico El Grito del Pueblo
- Articulista de la revista El tesoro del hogar (Semanario fundado por Lastenia Larriva de Llona bajo el seudónimo de Zarelia.)
- Articulista revista La Ondina del Guayas
- Articulista de El hogar Cristiano
- Articulista Periódico El Imparcial
- Articulista y directora del Diario La Prensa
- Articulista periódico El Ecuatoriano
- Articulista periódico El Comercio (Ecuador)
- Articulista El Universo (periódico)